# Paapa Essiedu
Paapa Kwaakye Essiedu,, né le 11 juin 1990 à Southwark, Londres, Angleterre, est un acteur britannique. Pour sa performance dans la mini-série I May Destroy You (2020), il a reçu des nominations aux Primetime Emmy et aux British Academy Television Awards. Il a remporté le prix Ian Charleson 2016 pour ses rôles dans les productions de la Royal Shakespeare Company de Hamlet et Le Roi Lear,,.

## Biographie
Paapa Essiedu est né le 11 juin 1990 à Southwark, Londres, Angleterre;
Ses parents sont ghanéens. Sa mère est professeure de mode et de design. Son père Tony est retourné au Ghana et il est décédé quand Essiedu avait 14 ans.
Il a un demi-frère et une sœur résidants au Ghana.
Il fréquente la Forest School grâce à une bourse. Actif dans des équipes sportives et des productions théâtrales, en grandissant, il veut devenir médecin.
Il développe un intérêt pour Shakespeare et il est accepté à la Guildhall School of Music and Drama, où il rencontre et travaille avec Michaela Coel. Il perd sa mère d'un cancer du sein pendant qu'il étudie à l'école d'art dramatique.

## Carrière

### Théâtre
Il rejoint la Royal Shakespeare Company (RSC) en 2012 pour jouer Fenton dans la production de Phillip Breen des Merry Wives of Windsor. Par la suite, il rejoint le Théâtre National, jouant Burgundy et doublure d'Edmund dans la production de Sam Mendes du Roi Lear.
Lorsque Sam Troughton perd la voix lors d'une représentation, il intervient et joue le rôle, acclamé par la critique. Il apparaît dans Outside on the Street (Pleasance Theatre (en)), Black Jesus (Finborough Theatre (en)), Roméo et Juliette (Tobacco Factory Theatre (en)), You For Me For You (Royal Court).
En 2016, il joue dans les productions de la Royal Shakespeare Company de Hamlet dans le rôle principal et du Roi Lear dans le rôle d'Edmund. Les critiques le décrivent comme un morceau que le public écoute "complètement immobile", observant que sa performance peut coûter six pence - douce, enjouée et coquette une minute, et farouchement intelligente la suivante. "Comme tous les grands acteurs", a commenté un juge, il "s'est approprié toutes les répliques". Son Edmond dans Le Roi Lear transmet un mépris et un cynisme effrayants. En 2022, il revient au théâtre dans A Number at The Old Vic, avec Lennie James.

### Télévision et cinéma
Il commence sa carrière à la télévision en 2013 dans Utopia. Puis il tourne en 2017 dans Miniaturiste, dans la série dramatique Press de BBC One.
En 2020, il joue dans le drame policier diffusé sur Sky Atlantic, Gangs of London et dans I May Destroy You. Pour ce rôle, il reçoit des critiques élogieuses, un certain nombre de nominations notables et a remporté le prix du meilleur ensemble aux côtés du reste de la distribution aux 36e Independent Spirit Awards.
Il joue ensuite George Boleyn, 2e vicomte Rochford dans le film en trois parties Anne Boleyn pour Channel 5 en 2021.
En 2022, il tient le rôle principal de la série de science-fiction, The Lazarus Project . Au cinéma, il apparaît également dans Men d'Alex Garland et rejoint le casting de la saison de The Capture.
En 2024, il tient un rôle secondaire dans The Outrun de Nora Fingscheidt, avec Saoirse Ronan.
En 2025, il est annoncé au casting de la future série télévisée Harry Potter produite pour HBO. Il interprètera le professeur Severus Rogue.  

### Audio
Il est la voix de Tunde dans le drame de la BBC Radio 3 As Innocent As You Can Get (2016) de Rex Obano et dans le drame de la BBC Radio 4 Wide Open Spaces la même année, dans lequel il joue le rôle d'un homme déterminé à surmonter son agoraphobie afin de tenir sa promesse de se rendre sur la tombe de sa fille à l'occasion du premier anniversaire de sa mort.

## Vie privée
Il est en couple avec l'actrice et comédienne Rosa Robson,.

## Filmographie

### Cinéma

#### Longs métrages
- 2017 : Le Crime de l'Orient-Express (Murder on the Orient Express) de Kenneth Branagh : Sergent Campbell
- 2022 : Men d'Alex Garland : James
- 2023 : Genie (en)  de Sam Boyd : Bernard Bottle[18]
- 2024 : The Outrun de Nora Fingscheidt : Daynin

#### Courts métrages
- 2017 : Canned de Kirsty Robinson-Ward : Charlie
- 2019 : Stand Still d'Isabella Wing-Davey : David
- 2020 : Bicycle Thief de James Gardner : Ant
- 2021 : Femme de Sam H. Freeman et Ng Choon Ping : Jordan
- 2021 : The Exit Plan d'Angus Wilkinson : Zeke

### Télévision

#### Séries télévisées
- 2013 : Utopia : Roy
- 2015 : Not Safe For Work (en) : Paul
- 2017 : Miniaturiste (The Miniaturist) : Otto
- 2017 : Revolting : Boris Johnson / Un acteur
- 2018 : Press : Ed Washburn
- 2018 : Kiri (en) : Nate Akindele
- 2018 : Rwanda, la couleur du sang (en) (Black Earth Rising) : Jaalen
- 2020 : I May Destroy You : Kwamé
- 2020 - 2022 : Gangs of London : Alex Dumani
- 2021 : Anne Boleyn : George Boleyn
- 2022 - 2023 : The Lazarus Project : George
- 2022 : The Capture : Isaac Turner
- 2023 : Black Mirror : Gaap
- 2024 : Black Doves : Elmore Fitch
- 2026 ou 2027 : Harry Potter : Severus Rogue

#### Téléfilm
- 2016 : Le Songe d'une nuit d'été (A Midsummer Night's Dream) de David Kerr : Démétrius

## Théâtre
- 2013 : Black Jesus : Gabriel
- 2014 : Le Roi Lear : Burgundy (The National Theatre)
- 2015 : Roméo et Juliette : Roméo
- 2015 : You For Me For You : Wade
- 2016 : Le Roi Lear : Edmond
- 2016 - 2018 : Hamlet : Hamlet
- 2017 : Racing Demon (en) : Tony Ferris (Théâtre Royal, Bath)
- 2018 : Pinter One : Divers
- 2022 : A Number (en) : Divers (Théâtre Old Vic[19])
- 2023 : The Effect : Tristan (Royal National Theatre).

## Distinctions
| Année | Prix                                            | Catégorie                                                                           | Travail                                           | Résultat   | Réf    |
| ----- | ----------------------------------------------- | ----------------------------------------------------------------------------------- | ------------------------------------------------- | ---------- | ------ |
| 2012  | Prix Ian Charleson                              | Prix Ian Charleson                                                                  | Les Joyeuses Commères de Windsor                  | Nomination |        |
| 2016  | Prix Ian Charleson                              | Prix Ian Charleson                                                                  | Hamlet, Roi Lear                                  | Lauréat    |        |
| 2021  | Independent Spirit Awards                       | Meilleure distribution d'ensemble                                                   | Je peux te détruire                               | Lauréat    |        |
| 2021  | Black Reel Awards of 2021                       | Acteur dans un second rôle exceptionnel – téléfilm ou série limitée                 | Je peux te détruire                               | Nomination |        |
| 2021  | Prix de la télévision de l'Académie britannique | Meilleur acteur                                                                     | Je peux te détruire                               | Nomination | [ 20 ] |
| 2021  | Dorian Awards                                   | Meilleures performances TV de second rôle                                           | Je peux te détruire                               | Nomination |        |
| 2021  | Primetime Emmy Awards                           | Acteur de second rôle exceptionnel dans une série ou un film limité ou d'anthologie | Je peux te détruire                               | Nomination | [ 21 ] |
| 2022  | 66th Evening Standard Theatre Awards            | Meilleur acteur                                                                     | A Number                                          | Nomination |        |
| 2023  | Prix Broadcasting Press Guild                   | Meilleur acteur                                                                     | The Lazarus Project, The Capture, Gangs of London | En attente |        |
| 2023  | 67th Evening Standard Theatre Awards            | Meilleur acteur                                                                     | The Effect                                        | Nomination |        |
| 2024  | Prix WhatsOnStage                               | Meilleur interprète dans une pièce                                                  | The Effect                                        | En attente | [ 22 ] |